# Boxberg (Pferderennbahn)

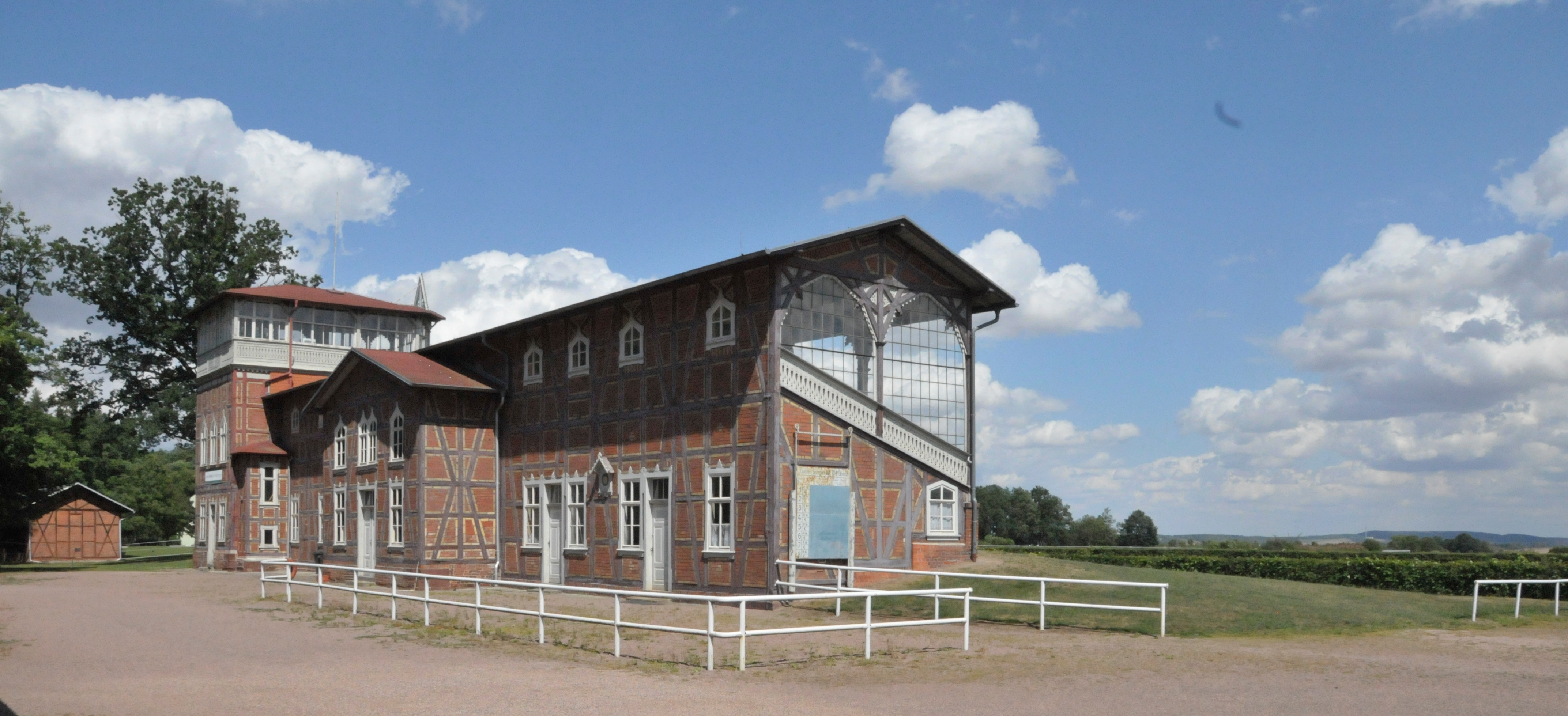
Tribünenhaus (Juli 2015)

Die Pferderennbahn Boxberg liegt am südwestlichen Stadtrand von Gotha in Thüringen. Die nach dem gleichnamigen Höhenzug benannte Anlage wurde 1878 eröffnet. Sie ist die einzige Anlage ihrer Art in Thüringen und wird seit neuerer Zeit auch für Festivals genutzt.

## Geschichte
Seit 1842 fanden auf dem Gelände, das eigentlich ein Exerzierplatz war, Pferderennen statt. Unter der Förderung des Herzogtums Sachsen-Coburg und Gotha wurde 1878 der Mitteldeutsche Rennverein mit dem Ziel der Errichtung einer Pferderennbahn auf dem 80 Hektar großen Areal gegründet. In den darauf folgenden Jahren entstand dann die noch heute erhaltene Anlage mit einer im englischen Stil erbauten Holztribüne.
Ursprünglich wurde die Rennbahn 1878 für Flach- und Hindernisrennen erbaut. Damit erlebte Boxberg schon vor dem Ersten Weltkrieg seine Blütezeit. Vom 11. bis 13. August 1912 fand ein Aero-Plan-Turnier unter Teilnahme des Luftschiffs LZ 11 Viktoria-Luise statt. Dabei wurden auch Luftbildaufnahmen und Bombenabwürfe erprobt.
Mit Beginn des Ersten Weltkriegs wurden die Hindernisse beseitigt und das Gelände landwirtschaftlich genutzt. Erst 1928 konnte die Hindernisbahn wieder aufgebaut werden. Zudem wurden Vollblutrennen mit dem Ziel der Hebung der Landespferdezucht aufgenommen. Mit dem Bau der Thüringerwaldbahn im Jahr 1929 erhielt die Pferderennbahn eine eigene Haltestelle und damit eine leichtere Erreichbarkeit für die vielen Besucher.
Während des Zweiten Weltkriegs wurden keine Pferderennen durchgeführt. Die Anlage wurde als Scheinflugplatz zur Tarnung der Flugplätze in Gotha und Wenigenlupnitz gestaltet. Nach Ende des Zweiten Weltkrieges gab es aber bereits ab 1946 wieder reguläre Rennen. Dazu wurde die Genossenschaft für Vollblutzucht und Rennen Thüringen e. V. gegründet. Diese wurde aber bereits 1953 enteignet, die Anlage ging in Volkseigentum über. 1961 entstand das Volkseigene Gestüt Boxberg. Im Unterschied zu anderen Rennplätzen der DDR wurden in der Folgezeit auf dem Boxberg vor allem Amateurrennen durchgeführt.
Nach der Wende wurden erstmals im Jahr 1991 wieder Rennen, diesmal Galopp- und Trabrennen in Kombination, ausgetragen, jetzt unter der Regie des neu gegründeten Rennvereins für Mitteldeutschland.
Im Jahre 2000 erfolgte die Reprivatisierung der Pferderennbahn Boxberg mit dem Erwerb des Geländes durch eine Kapitalgesellschaft.
Bis 2011 fanden regelmäßig Galopprennen mit englischen und arabischen Vollblütern sowie Pony-, Reitpferde- und Jagdrennen statt. Jährlich wurden zwischen Mai und September zwei bis fünf Renntage organisiert. Aus finanziellen Gründen, insbesondere wegen des Mangels an Sponsoren, fanden 2012 und 2013 keine Rennen statt. Neben den Pferderennen wird das Areal für Festivals wie das Freakstock und andere Veranstaltungen genutzt.
Auf der Rennstrecke in Boxberg fand in der ersten Augustwoche 2022 das Pfadfindertreffen Royal Ranger Bundescamp statt, bei der über 16.000 Menschen auf der Rennstrecke Camps errichteten.

## Verkehrsanbindung
Die Pferderennbahn Boxberg besitzt eine eigene Straßenbahn-Haltestelle der Thüringerwaldbahn (Gotha–Waltershausen). Zudem gibt es die direkte Autobahnabfahrt Gotha-Boxberg (41b) von der A 4. Bis 1945 gab es außerdem an der benachbarten Thüringer Bahn den Haltepunkt Leinakanal, wo bei Pferderennen die Personenzüge anhielten.

## Galerie

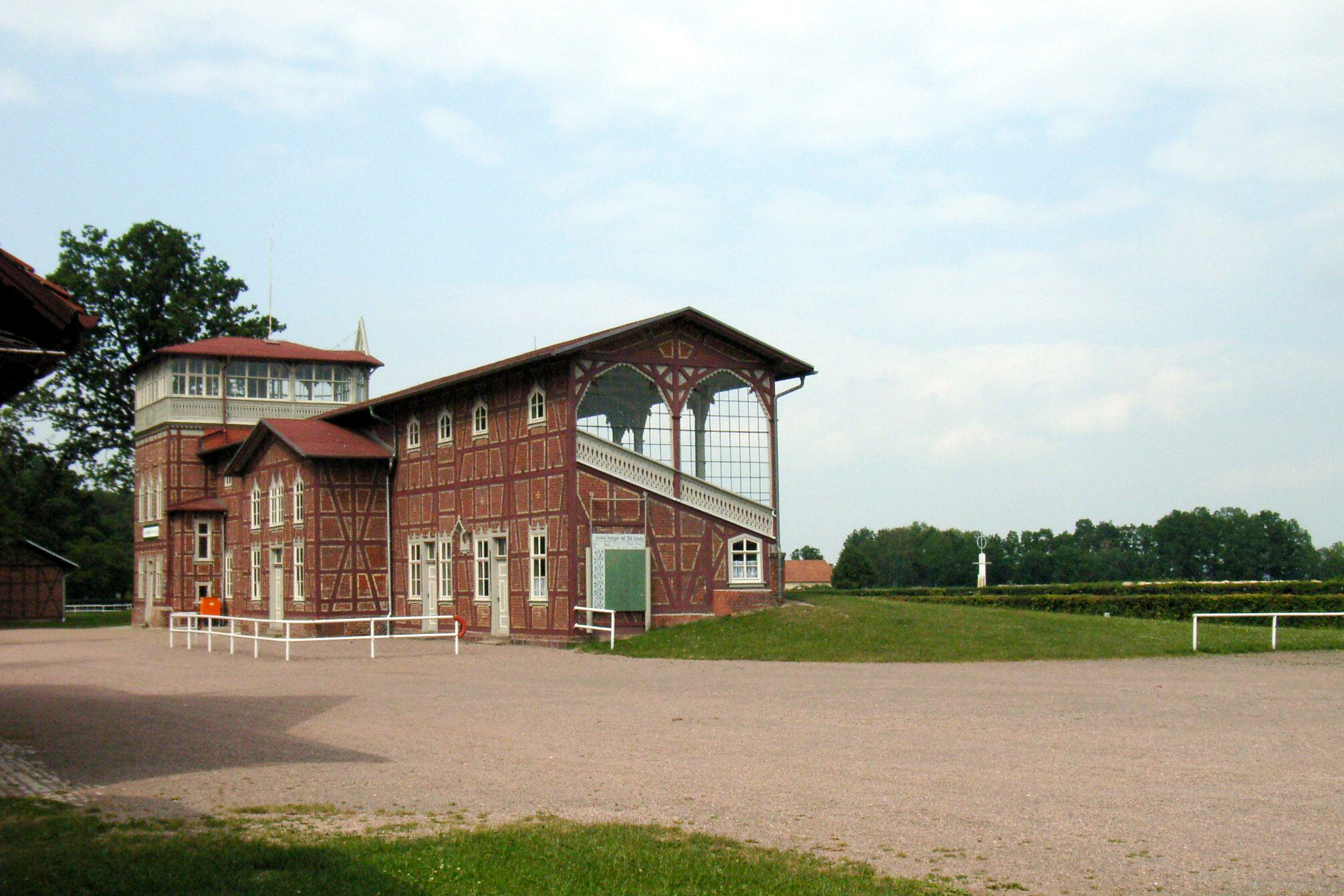
Tribüne (Juni 2006)
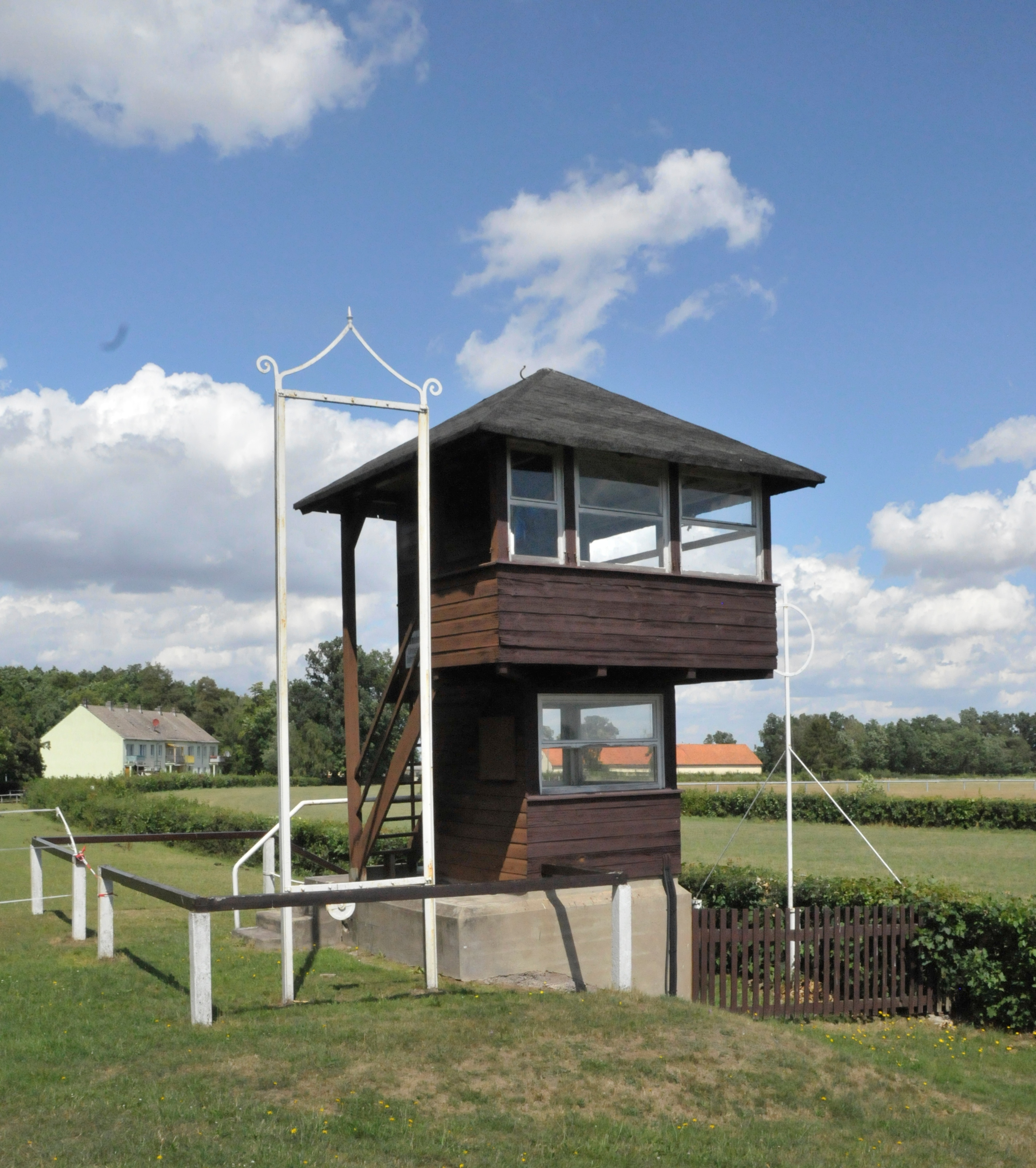
Zielrichterturm
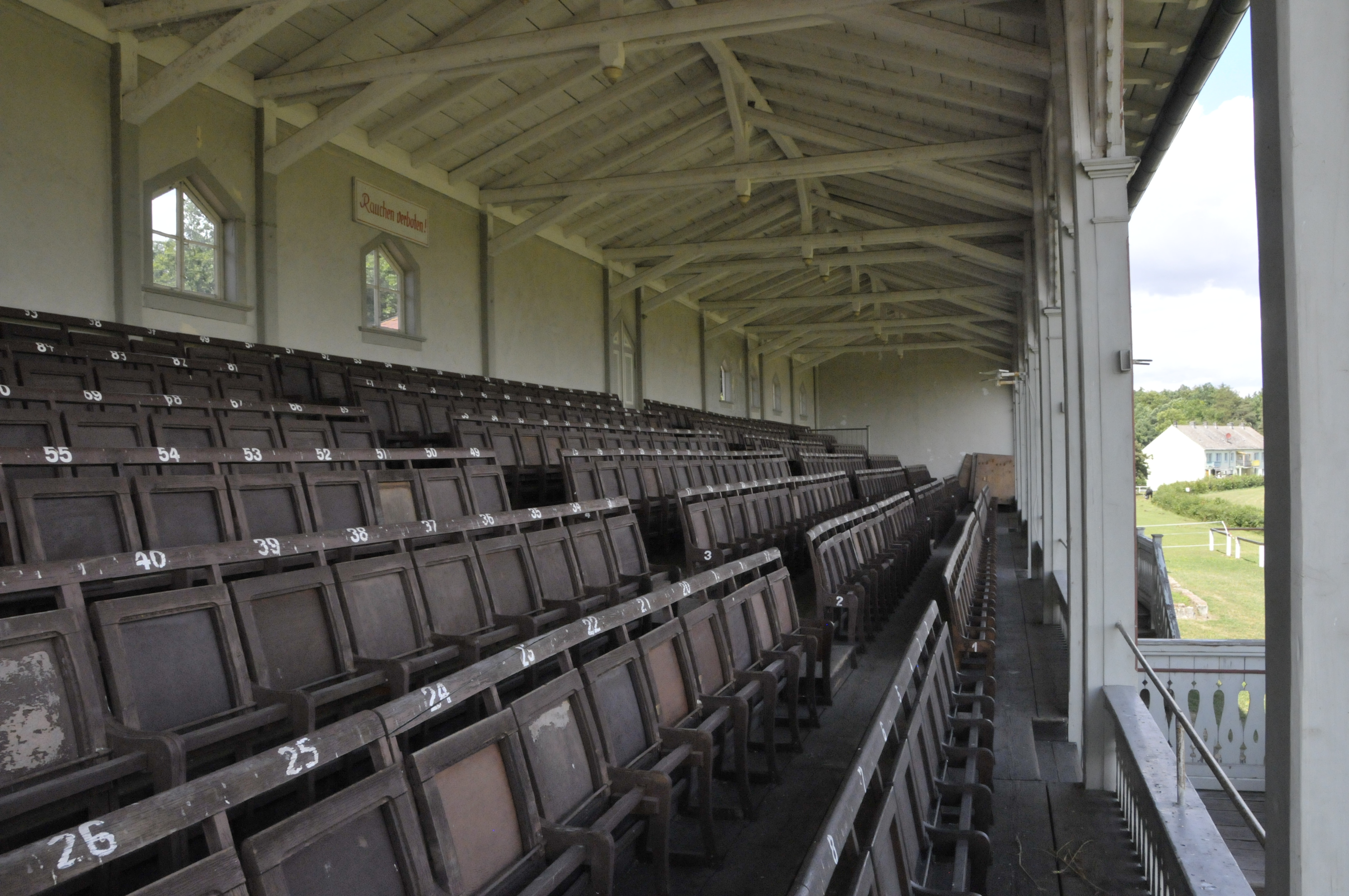
Zuschauertribünen
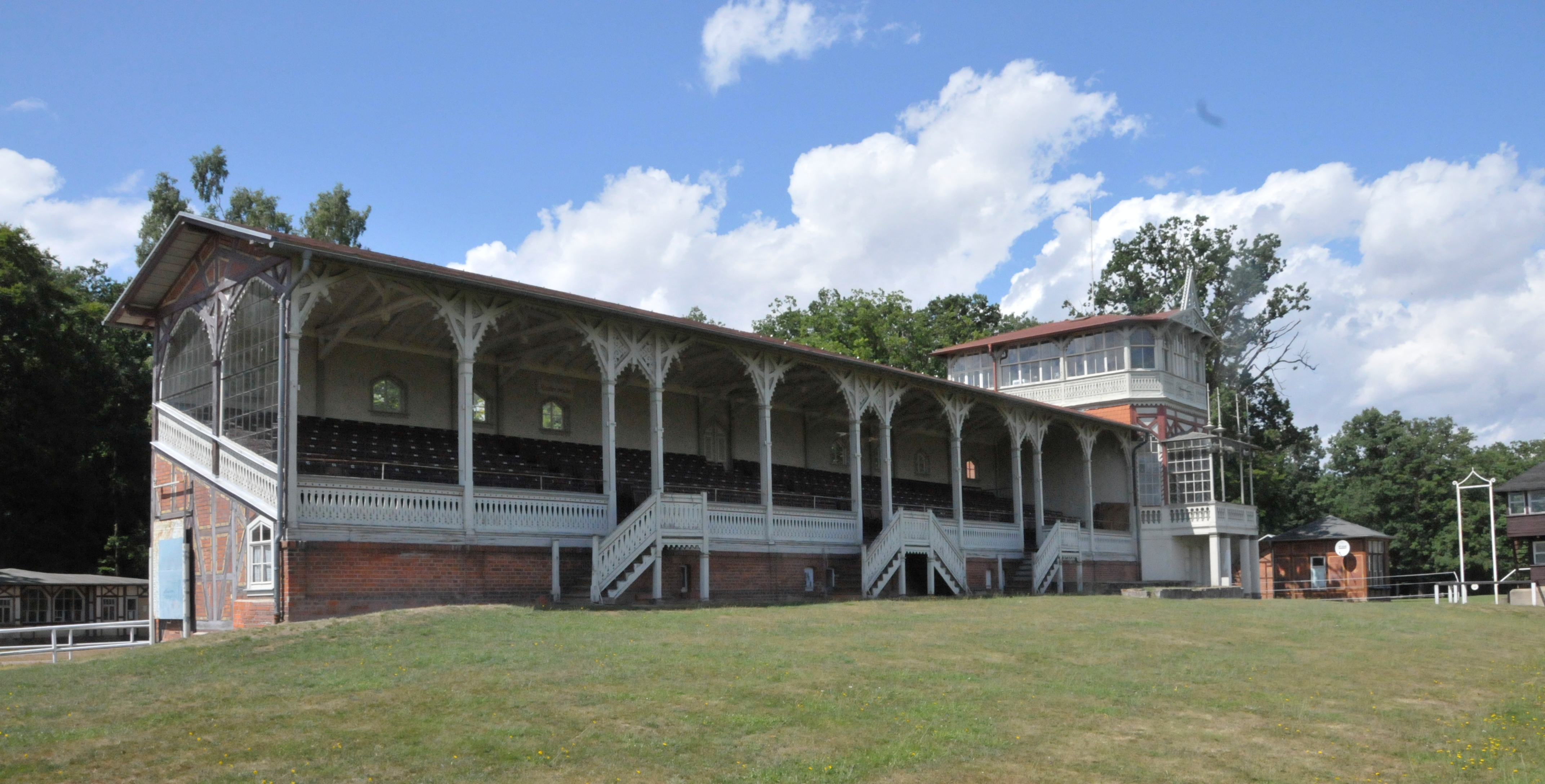
Zuschauertribünen (Rennbahnseite)
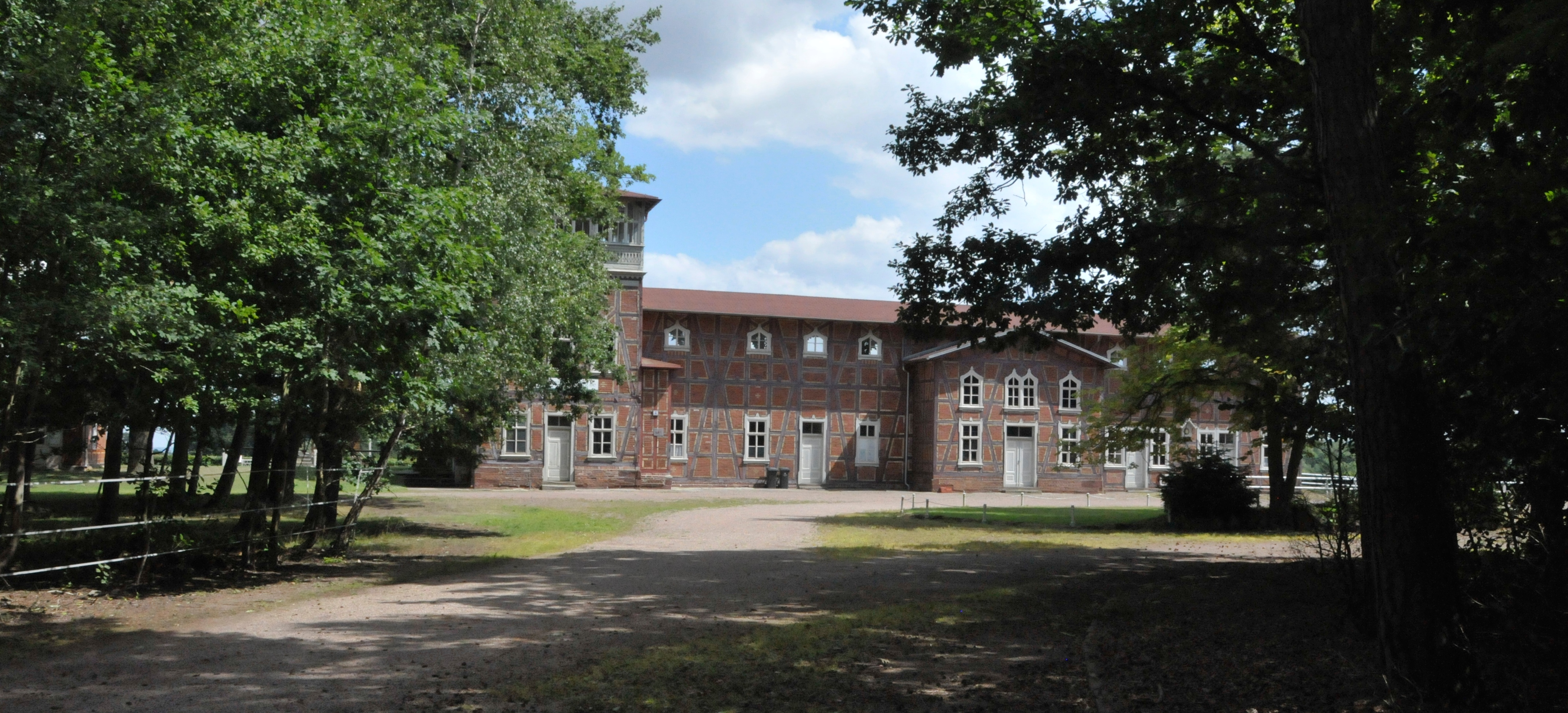
Tribünengebäude von der Straßenseite aus
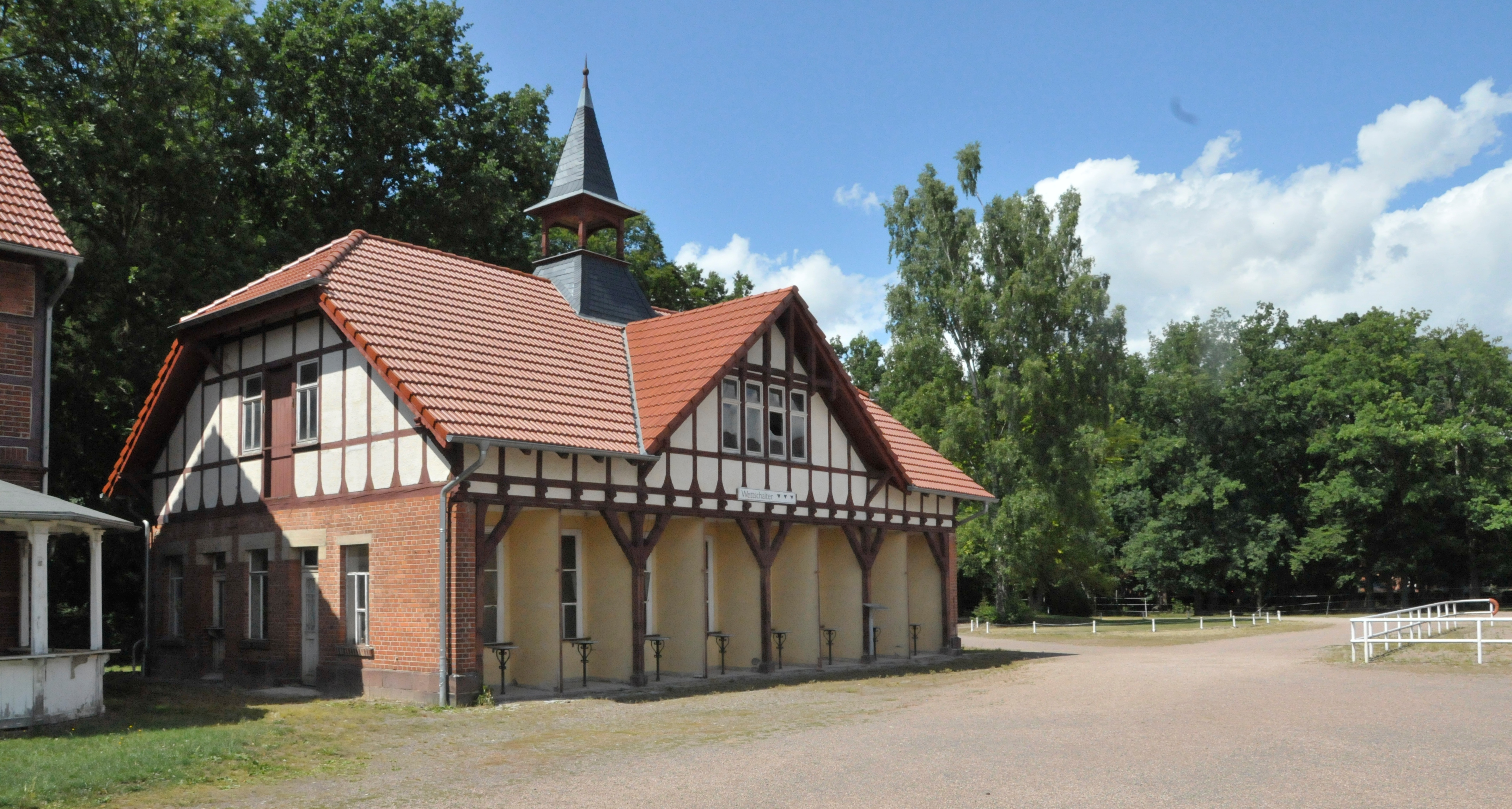
„Wettbüro“-Gebäude
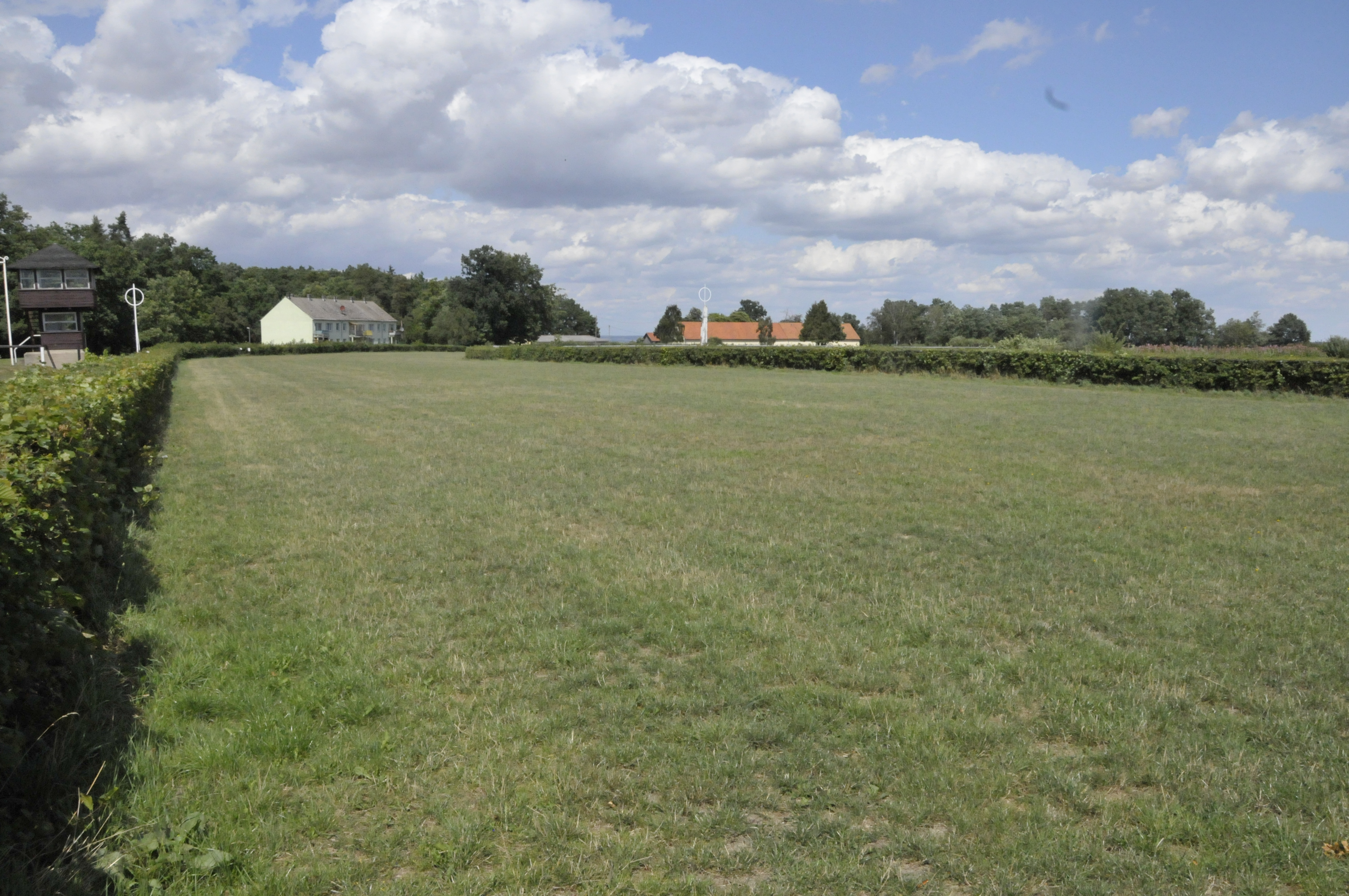
Grasnarbe auf der Rennbahn
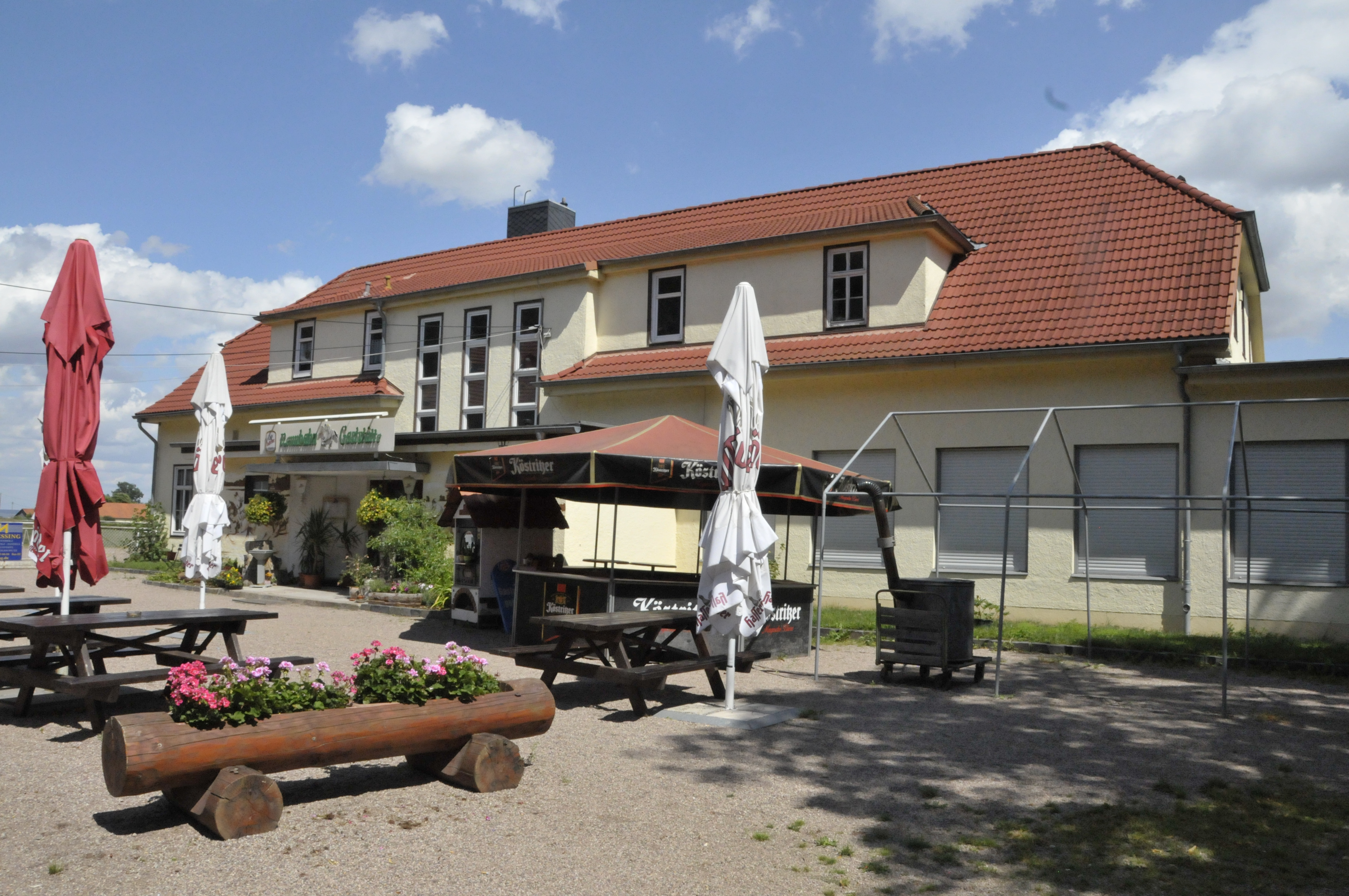
Rennbahn-Gaststätte